# Райков (аал)
Райков (хак. Ырайхылар аалы) — аал в Усть-Абаканском районе Хакасии, находится в 60 км на северо-восток от райцентра — пгт Усть-Абакан.
Расположен на реке Абакан. Расстояние до ближайшей ж/д ст. — 5 км. Число хозяйств 528, население — 1515 чел. (01.01.2004) (в т. ч. русские, чуваши, немцы, украинцы, хакасы, мордва).
Основано в XIX веке. В 1910—1912 из-за наводнений Райков был перемещен на др. место, где и находится до сих пор. Имеются общеобразовательная школа, сельская библиотека.

## Население
| 2002 | 2010  |
| ---- | ----- |
| 1537 | ↗1554 |